# Garl Glittergold
Garl Glittergold è una divinità immaginaria del gioco di ruolo fantasy Dungeons & Dragons. Il simbolo che rappresenta questa divinità è una grande pepita d'oro e suoi seguaci sono gnomi, illusionisti, gioiellieri e burloni.

## Aspetto e attitudini
Garl Glittergold è la divinità degli gnomi e ha le sembianze di uno gnomo dalla pelle dorata con gemme luccicanti in luogo degli occhi. Ama vestirsi con abbigliamenti sontuosi e di solito si abbiglia con una giubba di seta a lunghe code e una calzamaglia, anch'essa in seta. È solito indossare molti gioielli e oggetti d'oro.
Ama gli scherzi e frequenti sono i dispetti fatti alle altre divinità. Una volta ha fatto crollare la residenza (una caverna) del dio Kurtulmak e da quel momento i due sono acerrimi nemici.

## Dogma
Garl mette in guardia dalla stupidità e dalla compiacenza e invita i suoi seguaci a utilizzare il cervello anziché i muscoli, e insegna che stordire o imbarazzare un nemico con un'illusione conta come batterlo in duello e ucciderlo.

## Clero
I chierici di Glittergold istruiscono i giovani attraverso lo humour al fine di tenerli interessati e rendere migliore il loro apprendimento. I loro insegnamenti mettono in guardia dalle altre razze, in particolare da quella dei coboldi della quale Kurtulmak è il dio. I chierici di Garl sono anche i custodi di svariate pergamene e collezioni di libri che contengono incantesimi di illusione ma anche scherzi e modelli di trappole. Come il loro dio, i chierici amano abbigliarsi con vesti eleganti e si adornano di gioielli d'oro.

## Templi
Nel culto del dio Glittergold è preferita la costruzione di santuari e cappelle a quella dei templi. Sia i santuari che le cappelle vengono erette solo nei luoghi dove gli gnomi vivono o si riuniscono. Nei santuari sono contenuti oggetti di straordinaria fattura e per proteggerli dai visitatori indisiderati i chierici hanno progettato delle trappole che spesso non sono letali ma bizzarre.

## Avatar
Garl Glittergold manda i suoi avatar a visitare le terre degli gnomi con il compito di aiutarli sia negli scherzi che nell'artigianato. Ogni tanto gli avatar vengono incaricati di visitare anche i territori delle altre razze, a volte con l'intento di giocare brutti scherzi alle ambizioni di mortali troppo presuntuosi.